# Neoribates macrosacculatus
Neoribates macrosacculatus är en kvalsterart som beskrevs av Aoki 1966. Neoribates macrosacculatus ingår i släktet Neoribates och familjen Parakalummidae. Inga underarter finns listade i Catalogue of Life.